# Chorthippus sanlanggothis
Chorthippus sanlanggothis är en insektsart som beskrevs av Sigfrid Ingrisch och Garai 2001. Chorthippus sanlanggothis ingår i släktet Chorthippus och familjen gräshoppor. Inga underarter finns listade i Catalogue of Life.